# Bengt Håkansson (författare)
Bengt Håkansson, född den 21 juli 1918 i Danderyds församling, död den 23 januari 1985 i Kristianstad, var en svensk författare.

## Biografi
Bengt Håkansson tog ingenjörsexamen 1939 och gifte sig 1942. Möjligen kan han ha påverkats av att fadern var redaktör eftersom Håkansson under många år var anställd vid Kungliga Vattenfallsstyrelsens presstjänst. Under större delen av sitt liv var han bosatt i Stockholmstrakten men var i slutet av sitt liv bosatt i skånska Kristianstad.
Som författare belönades Håkansson med Stora Detektivromanpriset för sin debut Mord i församlingen, och som följdes av Ingen rök utan eld. Förutom två ungdomsböcker dröjde det till 1978 innan hans tredje deckare för vuxna, Likgiltig död, publicerades i serien Brottsplats Sverige.